# Busch-Nelke
Die Busch-Nelke (Dianthus seguieri), auch Séguiers Nelke genannt, ist eine Pflanzenart aus der Gattung der Nelken (Dianthus) innerhalb der Familie der Nelkengewächse (Caryophyllaceae). Sie kommt hauptsächlich in den Gebirgen West- und Mitteleuropas vor.

## Beschreibung

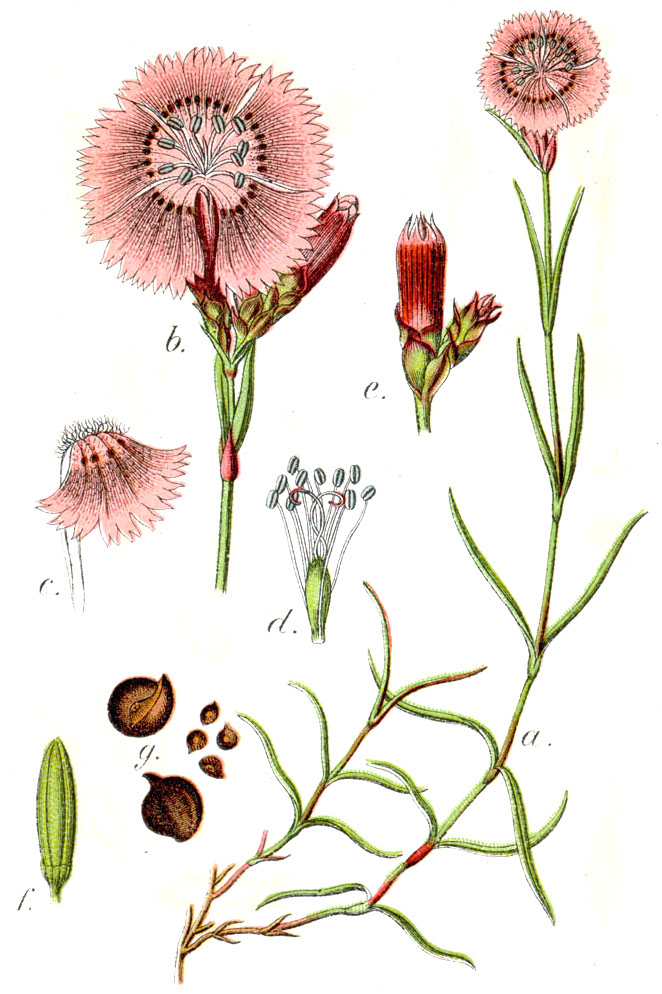
Illustration

### Vegetative Merkmale
Die Busch-Nelke wächst als überwinternd grüne, ausdauernde krautige Pflanze und erreicht Wuchshöhen von 10 bis, meist 25 bis 60 Zentimetern. Die kriechenden bis aufsteigenden und unverzweigten Stängel sind in sieben bis zwölf Internodien gegliedert. Die Laubblätter sind gegenständig am Stängel angeordnet. Die Blattscheide ist 3 bis 5 Millimeter lang. Die einfache Blattspreite ist bei einer Länge von 30 bis 60 Millimeter und einer Breite von 1 bis 5 Millimeter schmal linealisch-lanzettlich.

### Generative Merkmale
Die Blütezeit reicht von Juni bis September. Die Blüten stehen einzeln oder zu wenigen in einem rispigen Blütenstand zusammen, die auch kopfförmig zusammengezogen sein können.
Die zwittrigen Blüten sind radiärsymmetrisch. Es sind meist vier (zwei bis sechs) eiförmige Kelchschuppen mit borstlicher Spitze vorhanden, die höchstens halb so lang sind wie die Kelchröhre (Dianthus seguieri subsp. gautieri und Dianthus seguieri subsp. glaber) oder etwa so lang sind wie die Kelchröhre (Dianthus seguieri subsp. seguieri). Die Kelchröhre ist bei einer Länge von 14 bis 20 Millimetern zylindrisch. Die Platte der Kronblätter ist bei einer Länge von meist 10 bis 14 Millimetern (7 bis 17 Millimetern) keilförmig, vorn gezähnt, hell- bis dunkelrot und ohne Zeichnung oder mit einem Querstreifen tief purpurroter Punkte bzw. am Grunde mit weißen Punkten.
Die Chromosomenzahl beträgt 2n = 30, 45 oder 90.

## Ökologie
Wegen der niederliegenden und sproßbürtige Wurzeln bildenden Triebe und ihre starken Verzweigungen sind die unterirdischen Sprosse und das gesamte Wurzelsystem für wissenschaftliche Zwecke nur schwer aus der umgebenden Vegetation herauszupräparieren.

## Vorkommen
Die Busch-Nelke kommt in den Mittelgebirgen West- und Mitteleuropas vor. Es gibt Fundortangaben für Spanien, Norditalien und Frankreich bis zur Schweiz, Deutschland und Tschechien sowie der türkischen Provinz Kars. In Österreich kommt sie nur in Vorarlberg vor, wo die Unterart subsp. glaber neu entdeckt wurde.
Die Busch-Nelke gedeiht auf Magerrasen, an Wald- und Gebüsch-Rändern, auch in lichten Kastanienwäldern oder auf wenig gedüngten Wiesen, auf mäßig frischen, kalkarmen Lehm- oder sandigem Lehmböden. Sie ist lichtliebend. Sie ist in Mitteleuropa eine Charakterart des Verbands Violion, kommt aber auch in Pflanzengesellschaften des Verbands Trifolion medii oder magerer Gesellschaften der Klassen Molinio-Arrhenatheretea oder Festuco-Brometea vor.
Die ökologischen Zeigerwerte nach Landolt et al. 2010 sind in der Schweiz: Feuchtezahl F = 2w (mäßig trocken aber mäßig wechselnd), Lichtzahl L = 4 (hell), Reaktionszahl R = 3 (schwach sauer bie neutral), Temperaturzahl T = 3+ (unter-montan und ober-kollin), Nährstoffzahl N = 3 (mäßig nährstoffarm bis mäßig nährstoffreich), Kontinentalitätszahl K = 4 (subkontinental).

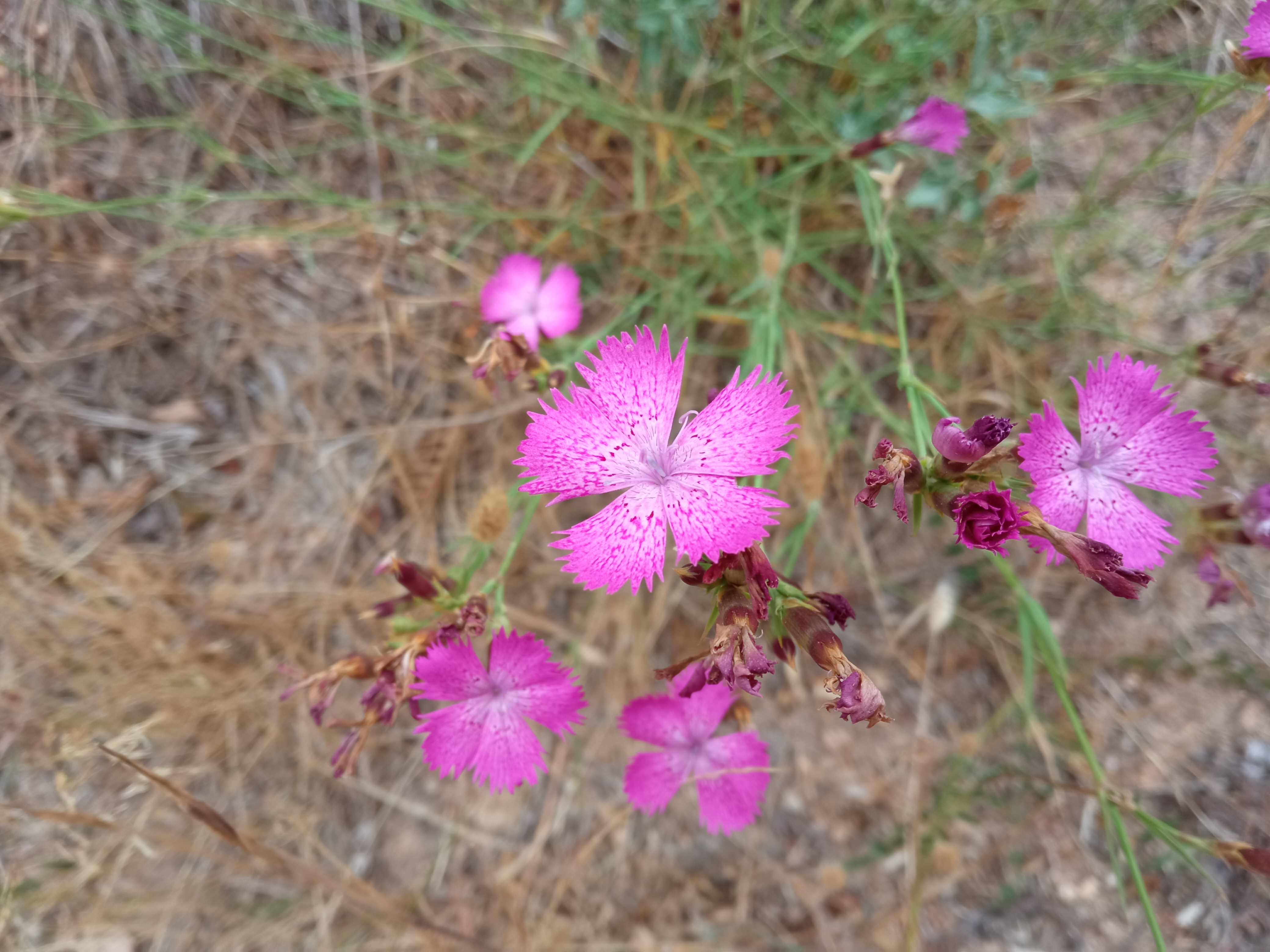
Dianthus seguierii subsp. requienii

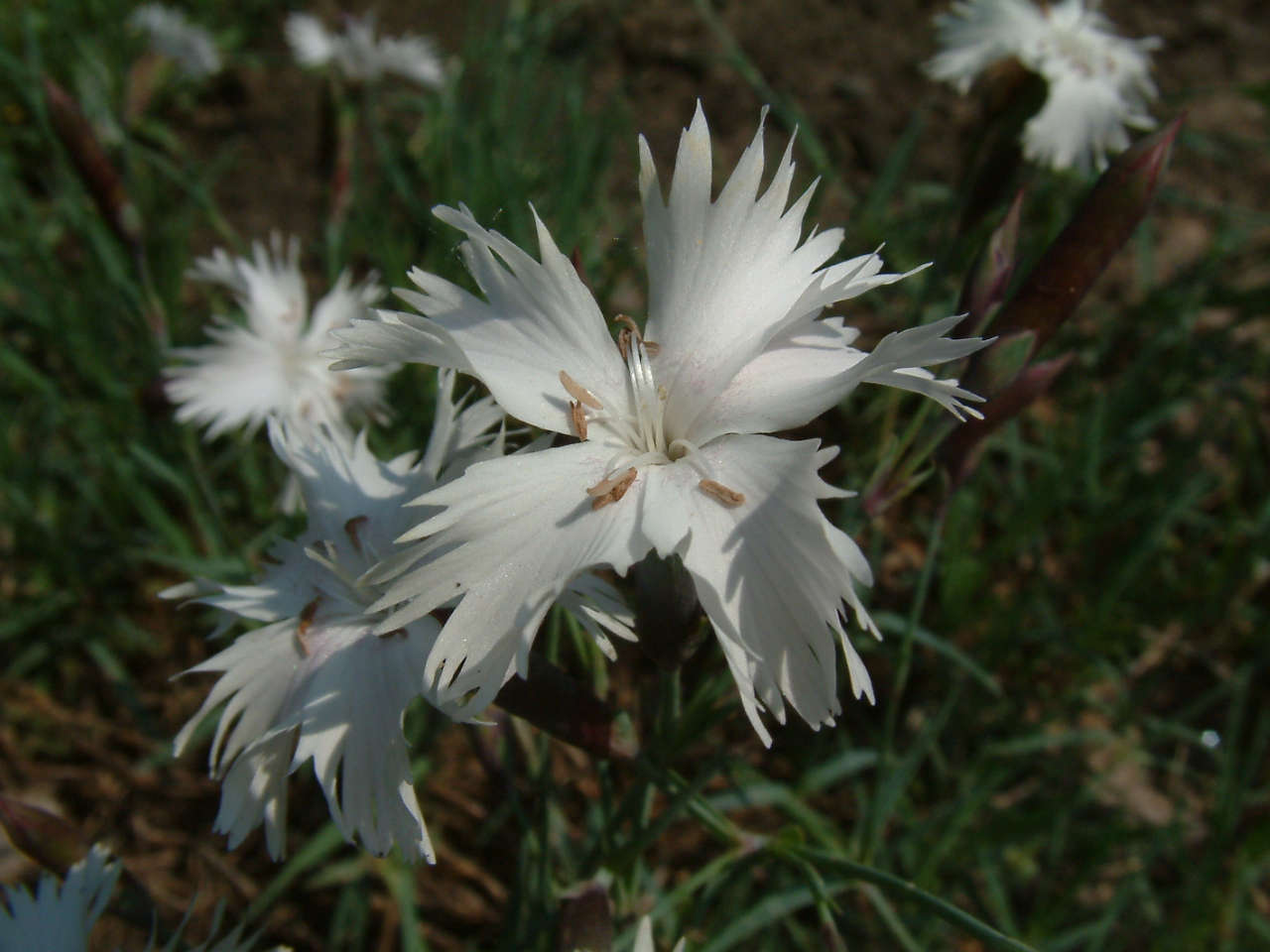
Blüte der Kahlen Busch-Nelke (Dianthus seguieri subsp. glaber)

## Systematik und Verbreitung

### Taxonomie
Die Erstveröffentlichung von Dianthus seguieri erfolgte 1786 durch Dominique Villars in Histoire des Plantes de Dauphiné, Band 1, S. 330. Das Artepitheton seguieri ehrt den französischen Botaniker Jean-François Séguier.

### Unterarten und ihre Verbreitung
Von Dianthus seguieri gibt es mindestens drei Unterarten:
- Séguier-Busch-Nelke (Dianthus seguieri Vill. subsp. seguieri, Syn.: Dianthus seguieri subsp. italicus Tutin): Ihre Blätter sind 1 bis 2 Millimeter breit, aber die Seitennerven sind viel weniger deutlich als der Mittelnerv. Sie kommt besonders in den Südalpen, in Südost-Frankreich, der Schweiz und in Nord-Italien vor. Ihre Chromosomenzahl beträgt 2n = 90.
- Gautier-Busch-Nelke (Dianthus seguieri subsp. requienii (Godr.) M.Bernal, M.Laínz & Muñoz Garm., Syn.: Dianthus seguieri subsp. gautieri (Sennen) Tutin, Syn.: Dianthus gautieri Sennen, Dianthus neglectus Loisel.): Ihre Blätter sind 1 bis 2 Millimeter breit und die Seitennerven sind ebenso deutlich wie der Mittelnerv.  Die Hüllschuppen des Kelchs sind etwa halb so lang wie der Kelch. Sie kommt nur in Andorra und in den östlichen Pyrenäen von Spanien und Frankreich vor.[4] Ihre Chromosomenzahl beträgt 2n = 60.[6] Das Unterartepitheton „requienii“ ehrt den Entdecker der Pflanze Esprit Requien.
- Kahle Busch-Nelke (Dianthus seguieri subsp. glaber Čelak., Syn.: Dianthus sylvaticus Hoppe ex Willd., Dianthus seguieri subsp. pseudocollinus (P.Fourn.) Jauzein). Diese Unterart hat 2 bis 5 Millimeter breite Blätter. Sie kommt in Frankreich, Deutschland, Österreich und Tschechien vor. Ihre Chromosomenzahl ist 2n = 60.

## Naturschutz
Wie alle in Deutschland heimischen Nelken-Arten ist auch diese Art in Deutschland durch die Bundesartenschutzverordnung geschützt. Da Dianthus seguieri aber in Europa wohl überall selten ist, ist es wichtig, ihre Gefährdung näher zu untersuchen, um zu ihrem Schutz beizutragen. Dies geschah beispielsweise für Dianthus seguieri subsp. glaber durch eine Arbeit am Bayerischen Landesamt für Umweltschutz. Bei dieser Unterart wurde auch von Walczak et al. (2008) beobachtet, dass sie auf früher intensiv bearbeiteten Flächen, die heute extensiv bewirtschaftet sind, besser vorkommt als auf früher und heute nur extensiv bewirtschafteten Flächen.
In der Schweiz kommt im Mittelland und in der Alpensüdflanke die Unterart Dianthus seguieri subsp. seguieri vor. Dianthus seguieri gilt in der Schweiz als NT = „Near Threatened“ = „potenziell gefährdet“.